# 工布新年
工布新年（藏語：ཀོང་པོའི་ལོ་གསར།，威利转写：kong po'i lo gsar，音译“工布洛萨”），又称工布年、工布节，中华人民共和国西藏自治区工布一带（今林芝市巴宜区、米林市、工布江达县一带）的传统节日，节庆活动在藏历十月一日新年前后举行。工布新年比拉萨一带的藏历新年要早三个月，两者与阿里普兰一带的普兰新年、日喀则一带的农事新年一同组成了藏族的四个传统新年，工布新年是每年庆祝最早的一个。

## 起源
林芝市的巴宜区、米林市和工布江达县在古代曾由工布王统治，俗称“工布”。相传，工布地区原本也在藏历正月初一过年，有一年的深秋，工布受到北方霍尔的侵犯，工布王阿吉杰布征兵前去抵抗，因临近新年人们有些不愿远征。于是，阿吉杰布下令提前在藏历十月一日过年，来提升士气，并最终取得了胜利。此后，工布人便将在藏历十月一日庆祝新年作为传统延续下来，以纪念在这场战斗中英雄。

## 习俗

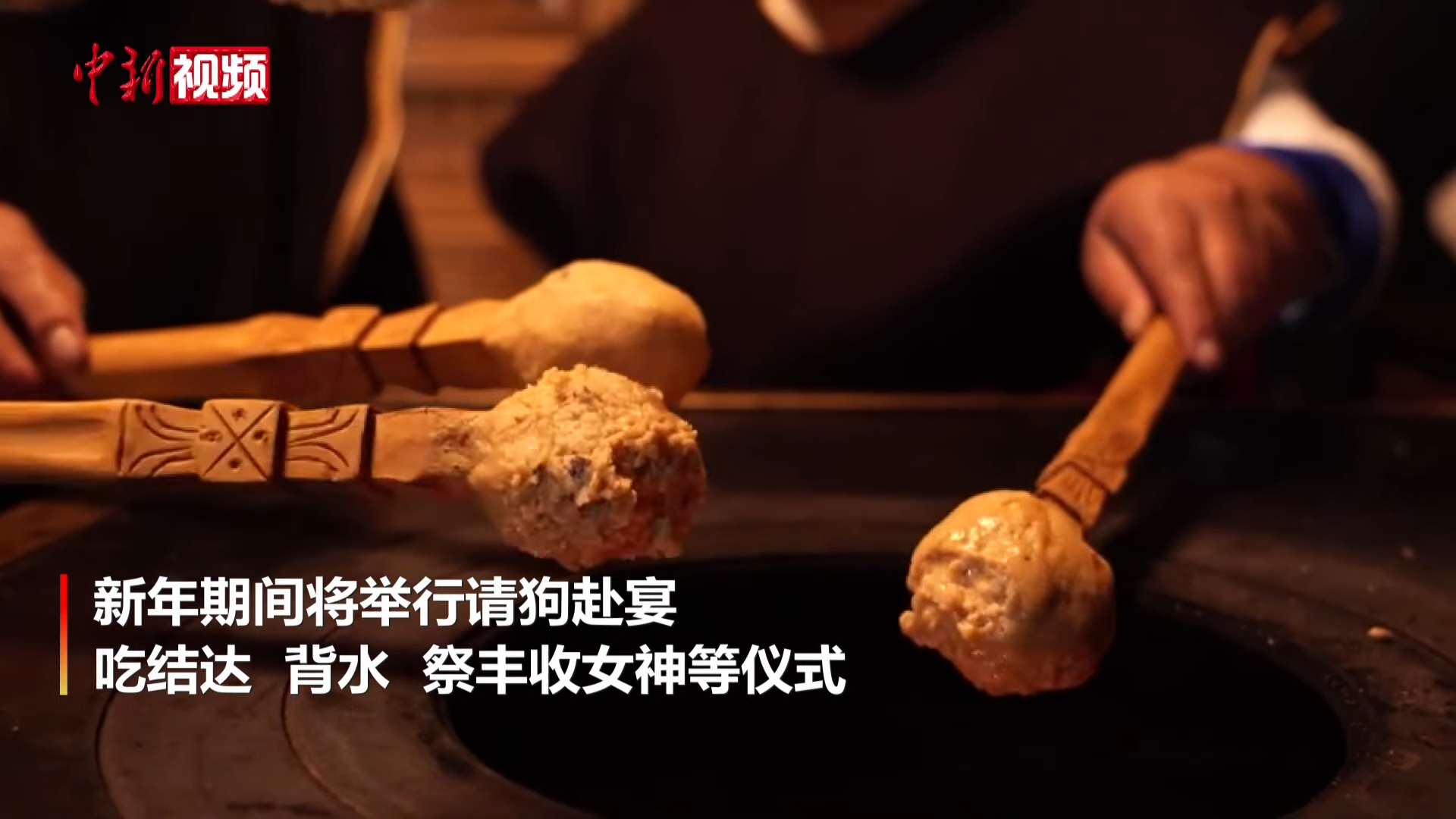
烤“结达”

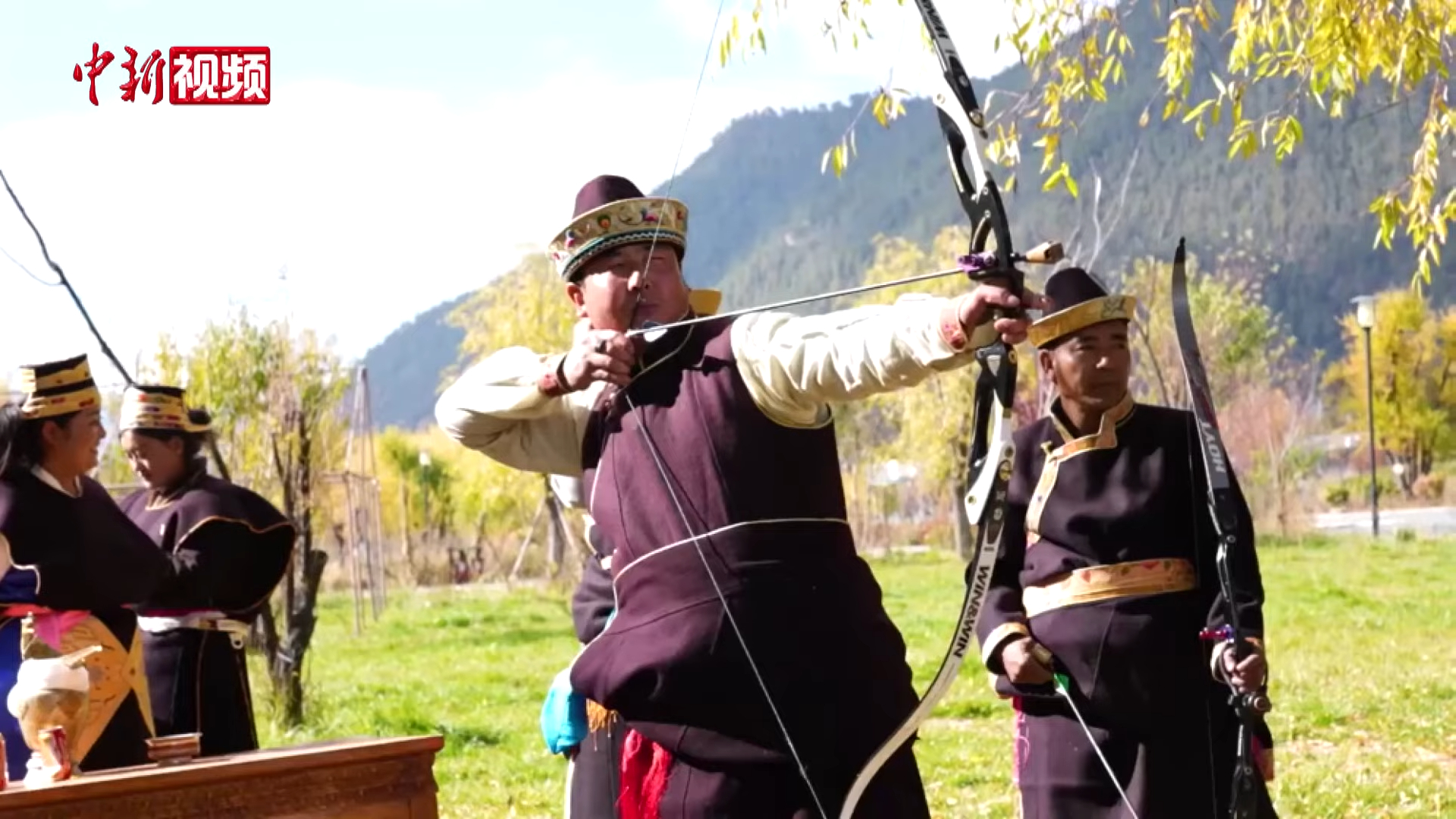
工布响箭射手

工布新年节日持续约两周时间。新年期间，有跑马、射响箭、歌舞、驱鬼、请狗赴宴、吃结达、背水、祭丰收女神等民俗活动。
在藏历九月二十九日的“古突”之夜，工布人会与家人齐聚一堂吃“古突”辞旧迎新。藏语里，“古”意为“九”，“突”为“面”，“古突”是用牦牛肉汤加入牛肉、萝卜、人参果、奶渣、糌粑等9种食料熬制的面食。
藏历九月三十日，工布地区有“请狗赴宴”的文化传统。这一习俗又称“狗赴宴”，相传古时候蛇王霸占着青稞种子，王子阿初历经千难万苦后从蛇王处盗回青稞种子，才让人们得以吃到糌粑，阿初王子因此被蛇王变成一条狗。因此，为表示对阿初王子盗来青稞种子的感激，工布人在九月三十日傍晚会将“措”（用糌粑做成的祭品）、油炸果子、牛羊肉、酥油、奶渣、人参果、红糖、干桃、苹果等食物放在院子中央，一般放在长木板上或木盘里，然后把狗唤来进食。狗吃了不同的食物被认为预示着来年的不同运气、年景，如吃“措”或饼子预示来年粮食丰收；吃了酥油或奶渣，预示牧业兴旺；吃了干桃，预示幸福安康等。狗如果狂吠乱叫、打翻盘子或掀倒茶酒等则被认为不吉利。
藏历九月三十日，工布人会做烤“结达”，结达是一种用酥油、奶渣和面调成的一种面疙瘩，串在木棍上烤着吃，传说吃饱了结达就能不怕怕鬼。“狗赴宴”后，工布人会全家围坐起来吃结达。也有将“结达”做成汤的，每人分一个有包心的结达和许多糌粑面片，包心有核桃、辣椒、葱等，吃到不同的包心也被认为有不同的寓意。晚上，有些地方的村民们会身着盛装、围着篝火跳锅庄舞，村支书记则会向村民们敬献哈达，送上新年祝福。
大年初一，工布地区的人们会带上供品和青稞酒到农田里祭祀丰收女神洛雅阿妈。在地里竖起一根上端挂着经幡、下部绑着麦草的长木杆，木杆前搭一祭台，然后煨桑、唱歌、跳舞，请求女神保佑来年庄稼丰收。从十月初二开始，男子们会举行跑马射箭的活动，工布地区的箭都是响箭。工布响箭在藏语中称为“毕秀”，是工布人在庆祝丰收、迎接新年等重要节庆活动中必不可少的竞技娱乐活动。工布响箭的箭头是钻有许多小洞的木质圆锥体，离弦后会发出尖利的啸声。此外，还有摔跤、抱石头、砍树的比赛。女子则为骑士、箭手们唱歌助兴，或者聚在一起玩游戏。节日期间的晚上，工布人会在广场上点燃篝火，围着篝火通宵达旦地跳舞喝酒。

## 保护
2006年12月，工布新年被列入西藏自治区级非物质文化遗产名录。

## 放假
| 年份   | 新年当日 | 假期               | 天数 | 说明                       |
| ------ | -------- | ------------------ | ---- | -------------------------- |
| 2021年 | 12月5日  | 12月5日至12月8日   | 4天  | 12月5日为星期日，6-8日放假 |
| 2022年 | 11月24日 | 11月23日至11月27日 | 5天  | 26日、27日为周末           |

## 备注
1. ↑  一说在公元13世纪[8]，但阿吉杰布为11世纪人物[9]